# Julian Osgood Field
Julian Osgood Field (1852-1925) fue un escritor estadounidense. Nació el 23 de abril de 1852, hijo de Maunsell Bradhurst Field (1822-1875), que fue funcionario de la Tesorería de Estados Unidos bajo el gobierno de Abraham Lincoln y de Julia Stanton. Educado en Inglaterra, vivió durante gran parte de su vida en Londres y París y se convirtió en un amigo íntimo del futuro rey Eduardo VII. Julian utilizó el seudónimo X.L. (o Sigma) para escribir obras de terror y decadentismo. También es famoso por haber involucrado a Lady Ida Sitwell, madre de Osbert Sitwell, Sacheverell Sitwell y Edith Sitwell en un escándalo financiero en 1912 que la llevó a prisión por deudas.